# Krumegg
Krumegg är en ort i Österrike. Den ligger i kommunen Sankt Marein bei Graz i förbundslandet Steiermark, 140 kilometer sydväst om huvudstaden Wien. Orten var till och med 2014 huvudort i kommunen Krumegg som även omfattade orten Kohldorf,